# Райлли, Морган
Морган Фредерик Райлли (англ. Morgan Frederick Rielly; род. 9 марта 1994, Ванкувер, Британская Колумбия) — канадский хоккеист, защитник клуба НХЛ «Торонто Мейпл Лифс». Чемпион мира 2016 года в составе сборной Канады.

## Игровая карьера

### Клубная карьера
На профессиональном уровне начал выступать в Западной хоккейной лиге в команде «Мус-Джо Уорриорз». После двух сезонов за «Мус-Джо» его выбрал на драфте 2012 года клуб «Торонто Мейпл Лифс» под общим пятым номером. Спустя два месяца, 2 августа, Райлли подписал с «Торонто» контракт новичка, но ещё на год продолжил выступления в WHL. По различным рейтингам игроков как до драфта, так и поле него Райлли всегда входил в десятку лучших игроков своего возраста.
В сезоне 2013/14 дебютировал в «Торонто» и остался на весь сезон, хотя клуб мог его оправить еще на сезон в ЗХЛ. По итогам трёх сезонов заслужил новый контракт, и по окончании сезона 2015/16 заключил 6-летнее соглашение на $ 30 млн.
В сезоне 2018/19 неожиданно забросил 20 шайб, ранее никогда не забрасывал более 9 шайб за сезон. Всего в сезоне набрал 72 очка (20+52), это остаётся личным рекордом для Райлли.
В сезоне 2021/22 набрал 68 очков (10+58) в 82 матчах, установив личный рекорд по передачам за сезон.
20 апреля 2023 года набрал 4 очка (0+4) в игре плей-офф против «Тампы-Бэй», в том числе три передачи сделал в первом периоде.

### В сборной
Райлли выступал за юниорскую сборную Канады на чемпионате мира 2011 года и на Мемориале Глинки в 2012 году. В составе молодёжной сборной Канады занял четвёртое место на молодёжном чемпионате мира 2013 года, проходившем в Уфе.
В 2012 году играл в молодёжной суперсерии против сборной России.
В 2014 году Райлли сыграл за взрослую сборную Канады на чемпионате мира в Минске все восемь матчей, в которых набрал три очка. В 2016 году стал чемпионом мира в России и вошел в тройку лучших игроков сборной Канады на турнире вместе с Макдэвидом и Маршаном.

## Статистика
| Легенда | Легенда                    | Легенда | Легенда                   | Легенда | Легенда    |
| ------- | -------------------------- | ------- | ------------------------- | ------- | ---------- |
| И       | Количество проведённых игр | Штр     | Штрафное время            | +/−     | Плюс-минус |
| Г       | Голы                       | П       | Голевые передачи          | О       | Очки       |
| -       | Статистика неизвестна      | —       | Статистика не учитывалась |         |            |